# Banda C
|  | Per a altres significats sobre la banda C de ones de radiofreqüència, vegeu «Banda C (ràdio)». |

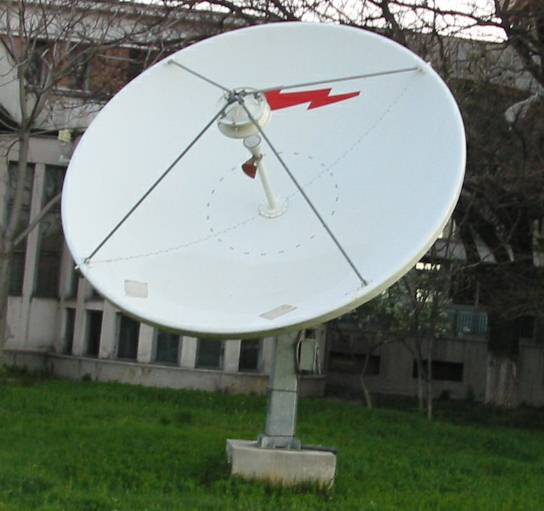
Antena per a Banda C.

La Banda-C  és un rang de l'espectre electromagnètic de les microones
que comprèn freqüències d'entre 3,7 i 4,2 GHz i des 5,9-6,4 GHz. Va ser el primer rang de freqüència utilitzat en transmissions satelitales. Bàsicament el satèl·lit actua com repetidor, rebent els senyals en la part alta de la banda i reemesos cap a la Terra a la banda baixa, amb una diferència de freqüència de 2.225 MHz Normalment s'usa polarització circular, per duplicar el nombre de serveis sobre la mateixa freqüència.
Ja que el diàmetre d'una antena ha de ser proporcional a la longitud d'ona de l'ona que rep, la Banda-C exigeix antenes més grans que les de la Banda Ku. Encara que això no és un problema més gran per a instal·lacions permanents, els plats de Banda-C imposen limitacions per a camions SNG (Sáteline News Gathering, camions dissenyats i equipats per enviar un senyal a un satèl·lit). Comparat amb la Banda-Ku, la Banda-C és més fiable sota condicions adverses, principalment pluja forta i calamarsa. Al mateix temps, les freqüències de banda-C estan més congestionades i són més vulnerables cap interferència terrestre.

## Bandes de microones
L'espectre de microones es defineix usualment com l'energia electromagnètica que va des d'aproximadament 1 GHz fins a 100 GHz de freqüència, encara que un ús més antic inclou freqüències una mica més baixes. La majoria de les aplicacions més comunes es troben dins del rang d'1 a 40 GHz. Les bandes de freqüències de microones, segons la definició de la Radio Society of Great Britain (RSGB), es mostren en el següent quadre :
| banda L  | 1 to 2 GHz     |
| banda S  | 2 to 4 GHz     |
| banda C  | 4 to 8 GHz     |
| banda X  | 8 to 12 GHz    |
| banda Ku | 12 to 18 GHz   |
| banda K  | 18 to 26.5 GHz |
| banda Ka | 26.5 to 40 GHz |
| banda Q  | 30 to 50 GHz   |
| banda U  | 40 to 60 GHz   |
| banda V  | 50 to 75 GHz   |
| banda E  | 60 to 90 GHz   |
| banda W  | 75 to 110 GHz  |
| banda F  | 90 to 140 GHz  |
| banda D  | 110 to 170 GHz |